# Monk Montgomery
Monk Montgomery (10. října 1921 Indianapolis, Indiana, USA – 20. května 1982 Las Vegas, Nevada, USA) byl americký jazzový baskytarista, kontrabasista a hudební skladatel, starší bratr kytaristy Wese Montgomeryho a vibrafonisty Buddyho Montgomeryho. Byl jedním z prvních hudebníků, kteří zavedli baskytaru v jazzové hudbě. Ačkoliv byl z bratrů nejstarší, profesionální kariéru zahájil až jako poslední. V letech 1951–1953 hrál v orchestru Lionela Hamptona. V následujících letech hrál například s Cal Tjaderem, Kenny Burrellem nebo Red Norvoem, nahrál několik alb jako člen skupiny Montgomery Brothers, ve které s ním působili oba mladší bratři a rovněž vydal několik alb výhradně pod svým jménem.